# Mikitänjärvi
Mikitänjärvi är en sjö i Finland. Den ligger i kommunen Hyrynsalmi i landskapet Kajanaland, i den centrala delen av landet, 500 km norr om huvudstaden Helsingfors. Mikitänjärvi ligger 182 meter över havet. Den är 25 meter djup. Arean är 9,15 kvadratkilometer och strandlinjen är 34,58 kilometer lång. Sjön  ingår i Uleälvens huvudavrinningsområde.   
I övrigt finns följande i Mikitänjärvi:
- Talassaari (en ö)